# Харциз Второй
Харци́з Второ́й — село в Лазаревском районе муниципального образования «город-курорт» Сочи Краснодарского края. Входит в состав Солохаульского сельского округа.

## География
Селение расположено в центральной части Лазаревского района города-курорта Сочи, на левом берегу реки Шахе. Находится в 3,5 км к западу от окружного центра Харциз Первый, в 80 км к юго-востоку от районного центра Лазаревское и в 60 км к северо-западу от Центрального Сочи (по дороге).
Граничит с землями населённых пунктов — Отрадное на севере, Харциз Первый на востоке и Верхнерусское Лоо на юге. На юго-западе расположен посёлок Верхнерусская Хобза.
Населённый пункт расположен в горной зоне Причерноморского побережья. Рельеф местности в основном холмистый с ярко выраженными колебаниями относительных высот. Средние высоты на территории села составляют около 310 метров над уровнем моря. Абсолютные высоты в окраинах села достигают 800 метров над уровнем моря.
Климат на территории села — влажный субтропический. Среднегодовая температура воздуха составляет около +13,5°С, со средними температурами июля около +23,0°С, и средними температурами января около +6,0°С. Среднегодовое количество осадков составляет около 1350 мм. Основная часть осадков выпадает в зимний период.

## История
С 26 декабря 1962 года по 16 января 1965 года Харциз Второй, в связи с упразднением Лазаревского района, был включён в составе Туапсинского района.
В 1965 году село передано в состав Солох-Аульского сельского округа Лазаревского района города-курорта Сочи.

## Население
| 2002 | 2010 |
| ---- | ---- |
| 156  | →156 |

Национальный состав
По данным Всероссийской переписи населения 2010 года:
| Народ    | Численность, чел. | Доля от всего населения, % |
| -------- | ----------------- | -------------------------- |
| русские  | 135               | 86,5 %                     |
| армяне   | 11                | 7,1 %                      |
| украинцы | 7                 | 4,5 %                      |
| другие   | 3                 | 1,9 %                      |
| всего    | 156               | 100 %                      |

## Инфраструктура
В селе слабо развита социальная инфраструктура. Ближайшие образовательные и здравоохранительные учреждения расположены в селе Харциз Первый.

## Улицы
| Белгородская |

| Ногинская |

| Октябрьская |